# Chromis flavipectoralis
Chromis flavipectoralis är en fiskart som beskrevs av Randall, 1988. Chromis flavipectoralis ingår i släktet Chromis och familjen Pomacentridae. Inga underarter finns listade i Catalogue of Life.